# Palazzo Zupi
Palazzo Zupi (ex Convento delle Clarisse) è un palazzo cinquecentesco situato nel centro storico di Fiumefreddo Bruzio, cittadina in provincia di Cosenza.
Il Palazzo Zupi di Fiumefreddo Bruzio, in vico Roma, è chiamato comunemente “Convento delle Clarisse” sia per distinguerlo dall'altro Palazzo Zupi sito in piazza Castello nello stesso comune, abitazione del ramo principale della famiglia Zupi, sia per la sua destinazione originaria a monastero femminile.

## Storia
L'edificio con annessa chiesa fu costruito nel 1552, ma solo nel 1616 fu adibito ad oratorio delle Clarisse per volontà del vescovo di Tropea, monsignor Tommaso Calvo, che, avendo constatato la mancanza di conventi femminili nella diocesi, fondò, tra la fine del 1500 e gli inizi del 1600, quattro conventi femminili: Santa Domenica in Tropea, Santa Chiara in Amantea, San Giacomo in Aiello e Santa Chiara in Fiumefreddo Bruzio.
L'area per l'edificazione dell'edificio fu donata da Ferdinando D'Alarcon, 5º marchese della Valle, mentre la dote, stabilita dal vescovo in 3000 ducati, fu fornita dalle famiglie fondatrici della Confraternita del Santissimo Sacramento. Il monastero, consacrato dal vicario apostolico di Tropea, monsignor Sebastiano Militino, la sera del 7 novembre 1628, essendo nel frattempo deceduto il vescovo di Tropea Fabrizio Caracciolo, ospitò le “vergini nobili” votate al privilegio dell'obbedienza, della castità e della povertà.
La destinazione conventuale dell’edificio fu mantenuta fino al 1807: con l’assedio di Fiumefreddo da parte dei francesi comandati dal generale Ventimille, nei primi di settembre del 1807, anche il convento, ad eccezione del loggiato, fu quasi completamente distrutto.
A seguito della soppressione dei beni ecclesiastici, il monastero fu devoluto al patrimonio regolare del vescovo di Tropea.
Nell’anno 1823 il convento, “ormai abbandonato alle intemperie che l’avevano reso privo di tetto e di infissi tanto alle porte che alle finestre”, fu posto agli incanti ai quali parteciparono diversi proprietari di Fiumefreddo.
Essendo stati successivamente annullati i suddetti incanti dalla commissione esecutrice del Concordato per vizi nella procedura prevista dal regolamento del 24 novembre 1821, l'amministratore diocesano fu incaricato di aprire nuovi incanti a seguito dell'offerta presentata da Raffaele d'Oro proprietario residente a Napoli, al quale il fabbricato rimase aggiudicato con verbale del 12 ottobre 1827.
I ruderi, descritti nel catasto provinciale del comune di Fiumefreddo Bruzio come “Monastero diruto di Santa Chiara” furono trasferiti, con atto stipulato dal notaio Emanuele Caputo di Napoli in data 22 gennaio 1829, dal proprietario Raffaele d’Oro a Giacinto Zupi, fratello di Arcangelo, proprietario dell’altro Palazzo Zupi sito in piazza Castello.

## Caratteristiche costruttive

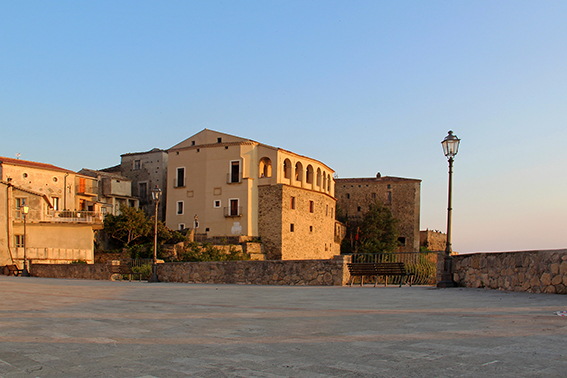
Palazzo Zupi visto da Largo Rupe

Il fabbricato sorge a picco su una rupe a strapiombo di fronte al mare.
È costituito da due piani fuori terra ed altri tre sottostrada.
Vi è  annesso un giardino che lo separa dall'ex convento di San Francesco di Paola, oggi sede del municipio di Fiumefreddo Bruzio,
La pianta irregolare della costruzione suggerisce possibili aggiunte ad un corpo originariamente più piccolo. Ciò parrebbe confermato dal lungo intervallo di tempo tra la costruzione del fabbricato con annessa chiesa, avvenuta nel 1552, e la consacrazione a monastero avvenuta nel 1628.
Il primo piano, in realtà rialzato di pochi gradini rispetto al livello del giardino, dal quale si accede attraverso un grande portone, è stato completamente ristrutturato, pur senza alterarne le caratteristiche originali.
Nel vano d'ingresso, la presenza di grate poste sulla parete che divide il suddetto vano dalla chiesa di Santa Chiara, ricorda la consuetudine, da parte delle monache di clausura, di partecipare alle funzioni religiose, senza uscire dal convento.
Attraverso una fila di stanze pavimentate con maioliche di Vietri simili a quelle dell'annessa chiesa, si accede al “Loggiato delle Clarisse” costituito da una serie di archi a tutto sesto con bancali in pietra dal quale si può ammirare un vasto panorama che spazia dal golfo di Lamezia al Capo Palinuro.
Il pavimento è in cotto e il solaio è  in travi di legno a vista.

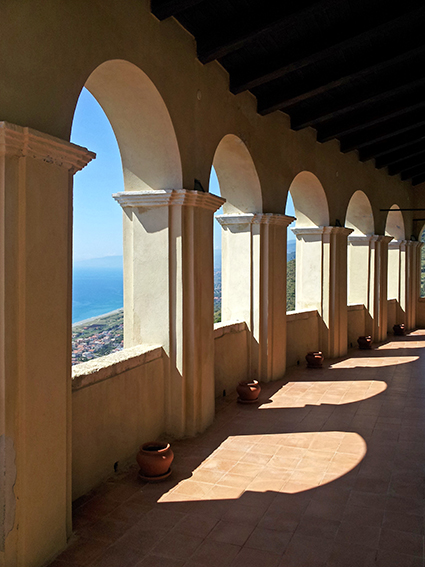
Loggiato delle Clarisse.

Il piano soprastante, costituito in parte da vani e in parte da soffitte, pur ristrutturato, ha mantenuto i caratteri originari.
In particolare, per il rifacimento del tetto di copertura sono state utilizzate travi ultracentenarie in quercia, conservate nelle soffitte. I piani sottostrada, ai quali si accede dal vico Pasqualetti, sono incassati nella roccia che ne costituisce alcune delle pareti lato est, mentre le pareti lato ovest, poste di fronte al mare sono fornite tutte di ampie e ariose finestre e balconi.
I vani conservano la struttura originale con soffitti a volta, balconi a mensole sormontati da ringhiere in ferro battuto e finestre con stipiti ed architravi in pietra calcarea.
La parte più antica del fabbricato posta nell'angolo nord-ovest, rimasta allo stato originale perché mai interessata da interventi, è costituita da alcuni vani ai quali si accede attraverso un grande ambiente con pavimento in acciottolato e volta a botte.
I muri divisori in questi ambienti superano lo spessore di un metro.
Il fabbricato è stato oggetto di un primo intervento di restauro, effettuato negli anni cinquanta e di un secondo, definitivo, effettuato negli anni novanta e durato oltre un decennio.
I lavori sono stati eseguiti da maestranze locali in condizioni di particolare difficoltà data la posizione del fabbricato posto a picco su uno strapiombo ed esposto alle violente tempeste di vento che imperversano, specialmente durante l'inverno, sulla costa tirrenica.
Nel palazzo Zupi sono conservati i ritratti del colonnello Emanuele Zupi, fratello di Giacinto e di Arcangelo e della moglie francese Josephine Petit, figlia di un generale di Bonaparte, quadri di epoca napoleonica dipinti su tela, di scuola francese, annoverati tra i beni di particolare interesse storico artistico della Calabria.

## Chiesa di Santa Chiara

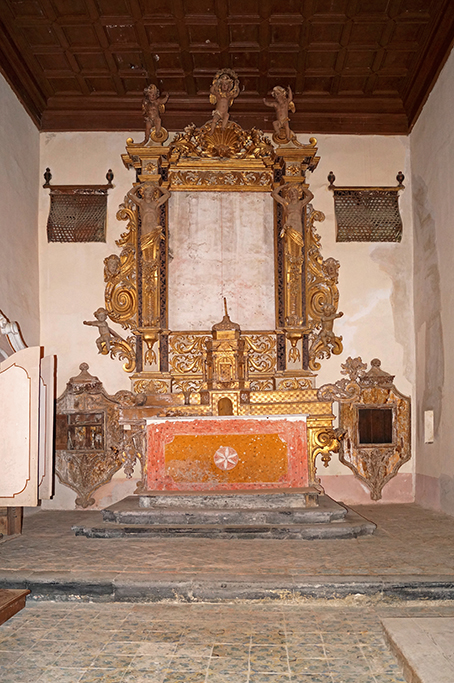
Altare della Chiesa di Santa Chiara

Al fabbricato è annessa la chiesa di Santa Chiara, con portale in pietra alla quale si accede tramite una piccola gradinata in pietra tufacea. La chiesa faceva parte del convento con il quale costituiva unico corpo. 
Il soffitto originale in legno dorato, opera di maestranze locali del primo barocco, distrutto da infiltrazioni di acqua piovana, è stato sostituito da un soffitto ligneo.
Il pavimento in maiolica, di manifattura napoletana, è quello originale.
Sulla parete centrale e sulle due laterali poggiano tre altari a pala in legno dorato in stile barocco.
La chiesa ospitava fino al restauro, avvenuto nel 1957, due tele del Pascaletti (pala dell'altare maggiore: Madonna col Cristo morto e la Vergine col Bambino – pala dell'altare dell'Addolorata: Madonna dell'Addolorata con santa Lucia e san Francesco Saverio) e una di Francesco Solimena  (pala dell'altare di San Nicola di Bari: Miracolo di San Nicola di Bari), che si trovano ora, nella chiesa di Santa Maria cum adnexis, sita vicino alla porta di ingresso del paese.

## Gli Zupi ed il Risorgimento

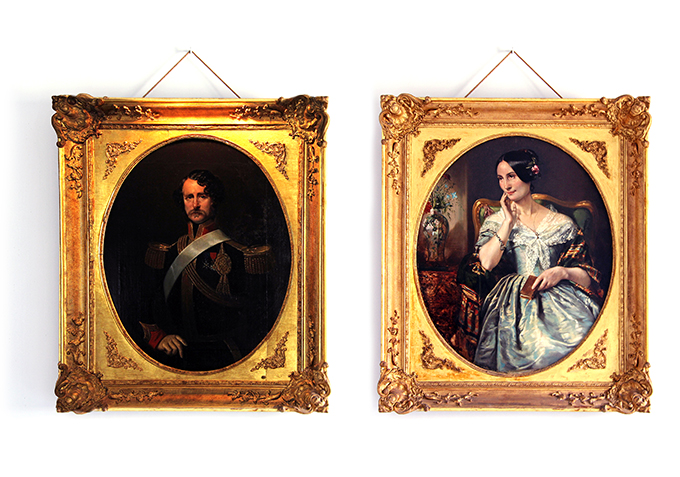
Ritratti di Emanuele Zupi e Josephine Petit

Alcuni personaggi della famiglia Zupi avevano partecipato alle lotte risorgimentali: 
- Arcangelo Zupi, nato a Fiumefreddo Bruzio il 29 maggio 1776, era stato nominato comandante delle Legioni provinciali di Calabria Citeriore da Gioacchino Murat e in ricompensa di atti di valore gli fu donato un fucile d'onore[6]. Fin dal 1812, fu tra i primi fondatore di vendite della carboneria in Calabria Citra che curò attivamente e costantemente, nonostante la sorveglianza dei filo-borbonici, fino alla sua morte avvenuta nel 1830 in un agguato da parte di persone rimaste sconosciute,[7]
- Emanuele Zupi, nato a Fiumefreddo Bruzio il 22 agosto 1795 fu sergente nello "Squadrone sacro" di Morelli e Silvati, partecipò al primo moto insurrezionale scoppiato a Nola nel 1821. Esule, combatté a favore dei regimi costituzionali in Europa, in Olanda, Belgio, Portogallo, Spagna e Francia e nel 1833 sposò a Lisbona la figlia del generale di Bonaparte, Petit. Si stabilì a Parigi dove divenne colonnello nell'esercito francese.
- Francesca Zupi, nata a Fiumefreddo Bruzio il 22 luglio 1836, era figlia di Alessandro Zupi e di Elisabetta Pellegrini (quest'ultima appartenente ad un casato preminente di Lucera, di cui alcuni componenti erano membri della Carboneria)[8] e pronipote di Arcangelo, Emanuele e Giacinto. Partecipò con i fratelli Achille e Giuseppe e con i cugini Florestano e Carlo, alla battaglia del Volturno dove per il valore dimostrato fu promossa sul campo da Menotti Garibaldi  con il grado di sottotenente[9][10].